# Ceragenia leprieurii
Ceragenia leprieurii là một loài bọ cánh cứng trong họ Cerambycidae.